# Cryptomeigenia flavibasis
Cryptomeigenia flavibasis är en tvåvingeart som beskrevs av Charles Howard Curran 1927. Cryptomeigenia flavibasis ingår i släktet Cryptomeigenia och familjen parasitflugor.
Artens utbredningsområde är Illinois. Inga underarter finns listade i Catalogue of Life.